# Médersa Al Habibia Al Sughra

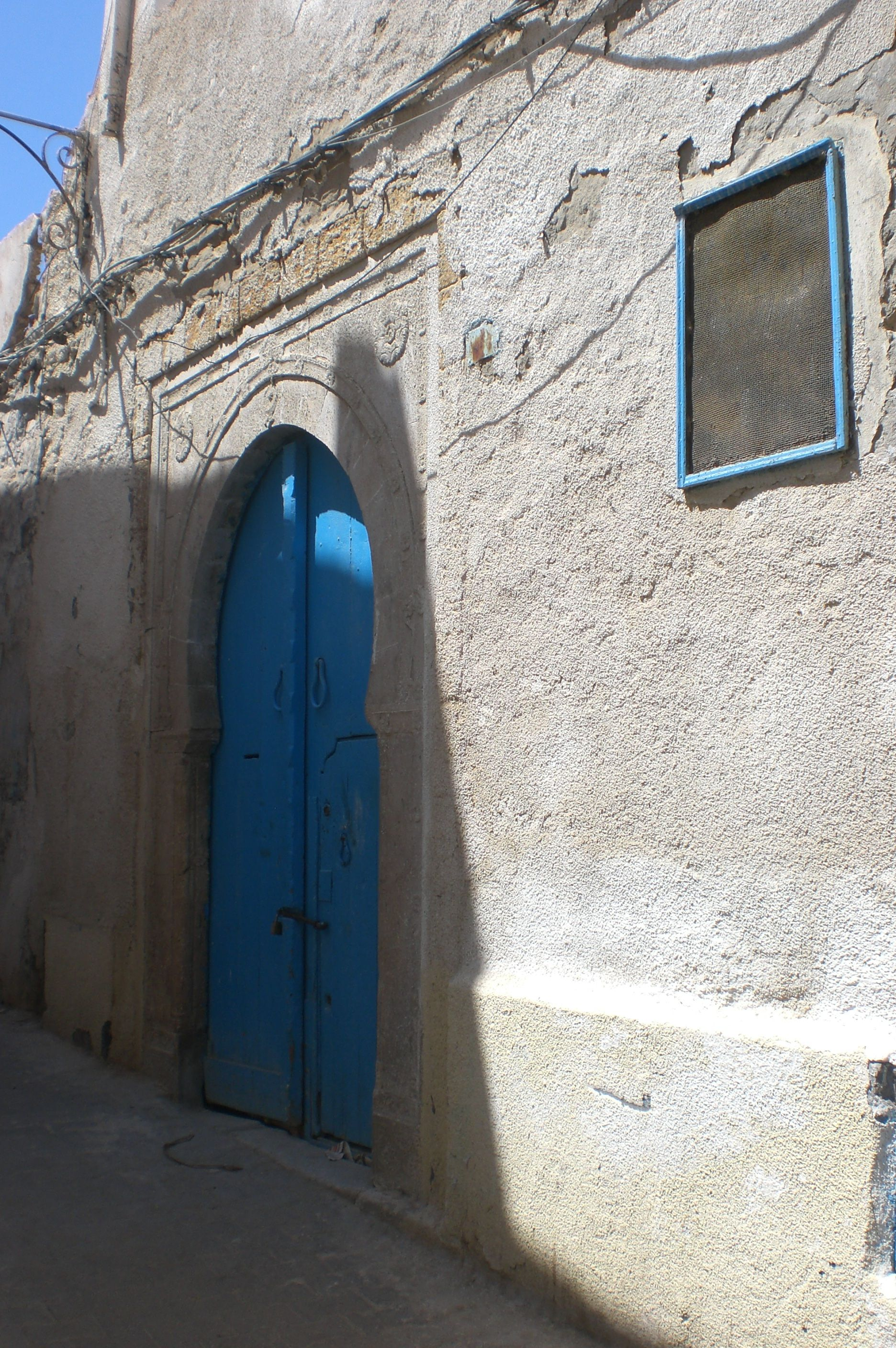
Porte de la médersa

La médersa Al Habibia Al Sughra (arabe : المدرسة الحبيبية الصغرى) est l'une des médersas de la médina de Tunis.
Elle est construite en 1927 par Habib Bey, ce qui explique l'origine de sa dénomination. Elle est l'une des dernières médersas construites dans la médina au XXe siècle.
En plus de sa fonction éducative, elle loge les étudiants de la Zitouna.